# Labour of Love
Albums de UB40
UB40 Live
(1983) Geffery Morgan
(1984)
Labour of Love est le quatrième album studio du groupe de reggae britannique UB40, sorti en septembre 1983. Il s'agit d'un album de reprises.
Il contient l'un des titres les plus connus du groupe, Red Red Wine, interprété à l'origine par Neil Diamond.
L'album obtient un succès international, se classant notamment en tête des ventes au Royaume-Uni, aux Pays-Bas et en Nouvelle-Zélande.
En 2015 sort une édition Deluxe de l'album (vinyle et CD) avec des titres bonus (morceaux rares ou en version live enregistrés pour la BBC Radio 1, face B).
UB40 sort par la suite trois autres albums de reprises : Labour of Love II (qui contient le titre Kingston Town) en 1989, Labour of Love III en 1998 et Labour of Love IV en 2010.

## Liste des titres

### Version originale vinyle
| 1. | Cherry Oh Baby           | Eric Donaldson                                                   | 3:18 |
| 2. | Keep On Moving           | Curtis Mayfield                                                  | 4:37 |
| 3. | Please Don't Make Me Cry | Winston Tucker                                                   | 3:26 |
| 4. | Sweet Sensation          | Renford Cogle                                                    | 3:42 |
| 5. | Johnny Too Bad           | - Derrick Crooks - Roy Beckford - Delroy Wilson - Winston Bailey | 4:57 |

| 6.  | Red Red Wine         | Neil Diamond  | 5:21 |
| 7.  | Guilty               | Laurel Aitken | 3:16 |
| 8.  | She Caught The Train | Joe Mansano   | 3:17 |
| 9.  | Version Girl         | Boy Friday    | 3:27 |
| 10. | Many Rivers to Cross | Jimmy Cliff   | 4:31 |

### Édition Deluxe (2015)
CD 1: Liste des titres identique à celle de la version originale.
| 1. | Red Red Wine (Single Version)         | Diamond                               | 3:01 |
| 2. | Sufferin' (Dub Mix)                   | UB40                                  | 3:45 |
| 3. | Many Rivers To Cross (Single Version) | Cliff                                 | 3:48 |
| 4. | Food for Thought (Live)               | UB40                                  | 4:40 |
| 5. | Johnny Too Bad (Unexpurgated Version) | - Crooks - Beckford - Wilson - Bailey | 5:28 |
| 6. | Cherry Oh Baby (Dub Mix)              | Donaldson                             | 5:42 |
| 7. | Frilla (12" Version)                  | UB40                                  | 6:58 |
| 8. | I've Got Mine (Extended Version)      | UB40                                  | 6:02 |
| 9. | Dubmobile                             | UB40                                  | 3:43 |

| 1.  | Red Red Wine             | 3:24 |
| 2.  | Please Don't Make Me Cry | 3:16 |
| 3.  | One In Ten               | 4:51 |
| 4.  | Keep On Moving           | 4:54 |
| 5.  | Don't Let It Pass You By | 7:14 |
| 6.  | Love Is All Is Alright   | 3:58 |
| 7.  | Johnny Too Bad           | 4:57 |
| 8.  | Sweet Sensation          | 4:03 |
| 9.  | Cherry Oh Baby           | 3:50 |
| 10. | Red Red Wine             | 5:26 |
| 11. | Please Don't Make Me Cry | 4:28 |
| 12. | Present Arms             | 4:59 |
| 13. | Tyler                    | 6:15 |

- Titres 1 et 2 enregistrés lors d'une session pour BBC Radio 1 le 14 avril 1983
- Titres 3 à 13 enregistrés lors d'un concert pour BBC Radio 1 le 7 janvier 1984

## Composition du groupe
- Ali Campbell : chant, guitare rythmique
- Robin Campbell : guitare électrique, chant
- Astro : voix, percussions
- Jim Brown : batterie
- Earl Falconer : basse
- Norman Lamont Hassan : percussions, chant
- Brian Travers : saxophone
- Michael Virtue : claviers

## Classements hebdomadaires
| Classement (1983-1984)        | Meilleure position |
| ----------------------------- | ------------------ |
| Allemagne (Media Control AG)  | 29                 |
| Canada (RPM Top Albums)       | 5                  |
| Pays-Bas (Mega Album Top 100) | 1                  |
| Nouvelle-Zélande (RIANZ)      | 1                  |
| Royaume-Uni (UK Albums Chart) | 1                  |

| Classement (1988)          | Meilleure position |
| -------------------------- | ------------------ |
| États-Unis (Billboard 200) | 14                 |

## Certifications
| Pays                    | Certification | Unités certifiées |
| ----------------------- | ------------- | ----------------- |
| Allemagne (BVMI)        | Or            | 250 000           |
| Canada (Music Canada)   | Platine       | 100 000           |
| États-Unis (RIAA)       | Platine       | 1 000 000         |
| Nouvelle-Zélande (RMNZ) | Platine       | 15 000            |
| Pays-Bas (NVPI)         | Platine       | 100 000           |
| Royaume-Uni (BPI)       | 2 × Platine   | 600 000           |